# Eliomar
Eliomar dos Santos Silva, dit Eliomar, est un footballeur brésilien né le 12 février 1987 à Garanhuns. Il évolue au poste d'attaquant.

## Biographie
Lors de la saison 2007-2008 il joue 29 matchs et inscrit 6 buts en 1re division croate. Lors de la saison 2009-2010, il dispute 29 rencontres et inscrit 3 buts dans ce même championnat. Il joue en 2e division croate lors de la saison 2008-2009.

## Carrière
| Club               | Pays                  | Année     |
| ------------------ | --------------------- | --------- |
| Náutico Capibaribe | Drapeau du Brésil     | 2005-2007 |
| Medimurje Cakovec  | Drapeau de la Croatie | 2007-     |